# Fatima – orędzie tragedii czy nadziei?
Fatima – orędzie tragedii czy nadziei? (port. As aparições e a mensagem de Fátima conforme os manuscritos da Irmã Lucia) – książka autorstwa António A. Borellego, w Polsce opublikowana w 1995 roku przez wydawnictwo Mado, a w 2001 roku przez Instytut Edukacji Społecznej i Religijnej im. ks. Piotra Skargi, który to wydawca wydawał kilkakrotnie książkę w kolejnych latach.
Książka została wydana po raz pierwszy w Brazyii w 1967 roku. W ciągu 18 lat (według stanu na 1985 rok) liczyła 19 wydań i znana była też w katolickim środowisku w Portugalii, 14 wydań ukazało się też w Ameryce Łacińskiej po przetłumaczeniu jej na język hiszpański oraz 4 wydania we Włoszech po przekładzie na włoski, a także została przetłumaczona na język angielski i ukazała się na łamach czasopism „Crusade for a Christian Civilization” (Nowy Jork) i „TFP Newsletter” (Johannesburg). Według stanu na 2001 rok książka została wydana na świecie w 18 językach, a jej łączny nakład przekroczył 4,5 mln egzemplarzy . W Polsce ukazało się 9 wydań, których łączny nakład osiągnął 800 tys. egzemplarzy.

## Treść
Publikacja opisuje wydarzenia, które miały miejsce w Portugalii w 1917 roku, tj. objawienia anioła Portugalii oraz objawienia  Matki Boskiej w postaci trzech tajemnic, jakie otrzymać miała trójka dzieci: Łucja, Hiacynta i Franciszek. Zawiera całościowe opracowanie orędzia fatimskiego, zaktualizowane po ogłoszeniu trzeciej części Tajemnicy Fatimskiej przez Kongregację Nauki Wiary w czerwcu 2000 r.  Ponadto, autor podejmuje w niej próbę interpretacji zdarzeń i ich znaczenia dla współczesnego świata. Do ostatniego, dziewiątego wydania książki dołączono w formie dodatków 4 artykuły: dwa autorstwa Plinio Correa de Oliveiry, jeden bpa Edwarda Frankowskiego oraz jeden Sławomira Olejniczaka.